# Za tech, kto v more
Za tech, kto v more (За тех, кто в море) è un film del 1947 diretto da Aleksandr Michajlovič Fajncimmer.